# Erich Übelhardt
Erich Übelhardt (ur. 7 czerwca 1958) – szwajcarski kolarz górski, trzykrotny medalista mistrzostw Europy MTB.

## Kariera
Pierwszy sukces w kolarstwie górskim Erich Übelhardt osiągnął w 1989 roku, kiedy podczas mistrzostw Europy w kolarstwie górskim w szwajcarskiej miejscowości Anzera zdobył brązowy medal. W zawodach tych wyprzedzili go tylko dwa rodacy: Roger Honegger oraz Philippe Perakis. Na rozgrywanych dwa lata później mistrzostwach Europy w Bourboule Übelhardt był już najlepszy. Wynik ten powtórzył także na mistrzostwach Europy w Mölbrücke w 1992 roku. Startował także w zawodach Pucharu Świata, w których raz stanął na podium: 21 sierpnia 1992 roku w Kirchzarten był trzeci za Austriakiem Gerhardem Zadrobilkiem i Duńczykiem Henrikiem Djernisem. Nigdy nie zdobył medalu na mistrzostwach świata. Nigdy też nie brał udziału w igrzyskach olimpijskich. 